# Paul Grappe
Pour les articles homonymes, voir Grappe (homonymie).
Paul Grappe (né le 30 août 1891 à Rançonnières (Haute-Marne) et mort le 21 juillet 1928 à Paris) est un soldat déserteur français de la Première Guerre mondiale. 

## Biographie

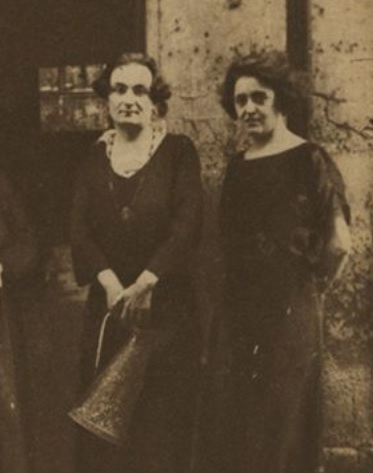
Paul Grappe (à gauche) et sa femme Louise Landy.

Né le 30 août 1891 à Rançonnières, Paul Grappe est le « fils de Jules Grappe, un fromager de vingt-trois ans, et de Marie Gouhot, dix-huit ans, sans profession ».
Paul Grappe effectue son service militaire en 1912. Un mois avant « la quille », il est mobilisé et rejoint le 102e régiment d’infanterie. Blessé deux fois en 1914, son officier soupçonne à la seconde reprise une « fine blessure » (une automutilation de la main droite). Il est arrêté mais bénéficie d'un non-lieu. Transféré à l'hôpital, sa blessure ne cicatrise pas. Accusé de l'aggraver pour ne pas retourner au front, il déserte mi 1915, alors qu'il a le grade de caporal. Condamné à mort par contumace par décision du conseil de guerre, il doit être fusillé pour l'exemple pour désertion. Il a alors l'idée de se travestir en femme et de vivre avec son épouse, Louise Landy, pendant une dizaine d'années, sous le nom de Suzanne Langdard. Après un court séjour en Espagne, le couple revient à Paris, dans le 20e arrondissement, en 1922. Paul/Suzanne va alors mener une « vie sexuelle débridée » (prostitution, échangisme, bisexualité) que rien avant la guerre ne laissait présager. Son épouse, qui travaille pour faire subsister le foyer, accepte de prendre un amant à la demande de son époux, puis d'héberger la maîtresse de ce dernier au domicile conjugal. 
À la suite de l'élection du Cartel des gauches en 1924, la Chambre des députés vote le 3 janvier 1925 la loi d'amnistie des déserteurs. Paul Grappe peut de nouveau vivre sous sa vraie identité et demande à l'officier de la prévôté d'être rayé des contrôles de désertion et de recouvrer tous ses droits. Son histoire fait rapidement le tour des rédactions et le 4 février 1925, Le Petit Journal titre « Mlle Suzanne, dite la Garçonne revit en Paul Grappe déserteur… amnistié ». Mais ce passage de l'ombre à la lumière lui vaut d'être expulsé de son appartement. Déstabilisé psychologiquement par les années qu'il vient de vivre, il devient alcoolique et violent. Il est abattu avec un revolver par son épouse au cours d'une dispute dans la nuit du 21 juillet 1928, à leur domicile du 34 rue de Bagnolet. Le commissaire qui interroge Louise Landy suspecte un assassinat avec préméditation, mais, défendue par l'avocat Maurice Garçon, elle est acquittée après un procès retentissant l'année suivante.  Après cet acquittement, Louise se remarie et meurt en 1981, à l’âge de 89 ans.

## Postérité
L'histoire de Paul Grappe et de son épouse a notamment inspiré en 2013 la bande dessinée Mauvais genre, en 2016 la pièce de théâtre Suzanne, la vie étrange de Paul Grappe de Julie Dessaivre, en 2017 le film Nos années folles réalisé par André Téchiné, et en 2020 le spectacle théâtre et musique Paul Louise Suzy et moi de et avec Gweltaz Chauviré et Léo Prud'homme.